# 크림 (영화)
《크림》(헝가리어: Hab, 영어: CREAM)는 2020년에 개봉한 헝가리의 로맨스, 코미디 보관됨 2023-10-31 - 웨이백 머신, 드라마 영화이다.
 노라 라코스가 감독을 프루지너 페케테와 노라 라코스와 이본느 케레갸르토가 각본을 맡았다.
 헝가리는 2020년 9월 10일에 대한민국은 2021년 11월 4일에 개봉되었다.

## 줄거리
진정한 사랑인줄 알았던 연인에게 약혼자가 있다면서

충격적인 이별을 당한 도라는 매일 눈물로 지새우고

자신이 운영하는 디저트 카페 크림도 경영난에 휩싸인다

카페를 되살리기 위해 가족 사업 대상 지원대회에 참여하려고

치과의사인 마르시와 이웃집 아이였던 라시카에게 워크샵동안

가족에 되어 달라고 요청하고 이를 수락한 세 사람은

워크샵이 이루어지는 곳에서 전 남친과 그의 부인이 경쟁자로 등장하는데...

## 출연진

### 주연
- 비카 케레케스 - 도라 역

### 조연
- 라즐로 마트라이 - 마르시 역
- 미클로스 바냐이
- 페렝크 엘렉
- 안나마리아 렁
- 레헬 코박스